# Angelo Domenghini
Angelo Domenghini (Lallio, Bérgamo, 25 de agosto de 1941) es un exfutbolista y director técnico italiano. Se desempeñaba en la posición de delantero.

## Selección nacional
Fue internacional con la selección de fútbol de Italia en 33 ocasiones y marcó 7 goles. Debutó el 10 de noviembre de 1963, en un encuentro ante la selección de la Unión Soviética que finalizó con marcador de 1-1.

### Participaciones en Copas del Mundo
| Mundial                        | Sede   | Resultado  |
| ------------------------------ | ------ | ---------- |
| Copa Mundial de Fútbol de 1970 | México | Subcampeón |

### Participaciones en Eurocopas
| Eurocopa      | Sede   | Resultado |
| ------------- | ------ | --------- |
| Eurocopa 1968 | Italia | Campeón   |

## Clubes

### Como futbolista
| Club            | País   | Año       |
| --------------- | ------ | --------- |
| Atalanta B. C.  | Italia | 1960-1964 |
| Inter de Milán  | Italia | 1964-1969 |
| Cagliari Calcio | Italia | 1969-1973 |
| A. S. Roma      | Italia | 1973-1974 |
| Hellas Verona   | Italia | 1974-1976 |
| U. S. Foggia    | Italia | 1976-1977 |
| A. S. Olbia     | Italia | 1977-1978 |
| Trento Calcio   | Italia | 1978-1979 |

### Como entrenador
| Club                  | País   | Año       |
| --------------------- | ------ | --------- |
| A. S. Olbia           | Italia | 1977-1978 |
| A. C. Asti            | Italia | 1980-1981 |
| Derthona F. C.        | Italia | 1982-1983 |
| Sassari Torres 1903   | Italia | 1983-1984 |
| Derthona F. C.        | Italia | 1984-1987 |
| Sambenedettese Calcio | Italia | 1987-1988 |
| Novara Calcio         | Italia | 1989-1990 |
| Derthona F. C.        | Italia | 1990-1991 |
| Battipagliese Calcio  | Italia | 1991-1992 |

## Palmarés

### Campeonatos nacionales
| Título      | Club            | País   | Año     |
| ----------- | --------------- | ------ | ------- |
| Copa Italia | Atalanta B. C.  | Italia | 1962-63 |
| Serie A     | Inter de Milán  | Italia | 1964-65 |
| Serie A     | Inter de Milán  | Italia | 1965-66 |
| Serie A     | Cagliari Calcio | Italia | 1969-70 |

### Copas internacionales
| Título                | Club                | País   | Año     |
| --------------------- | ------------------- | ------ | ------- |
| Copa Intercontinental | Inter de Milán      | Italia | 1964    |
| Liga de Campeones     | Inter de Milán      | Italia | 1964-65 |
| Copa Intercontinental | Inter de Milán      | Italia | 1965    |
| Eurocopa              | Selección de Italia | Italia | 1968    |

### Distinciones individuales
| Distinción                 | Año     |
| -------------------------- | ------- |
| Goleador de la Copa Italia | 1962-63 |